# Бараташвілі Йосип Олександрович

Грузини, члени державної Думи Першого скликання від Тифліської та Кутаїської губерній; сидять: Йосип Баратошвілі, Ной Жорданія, Серго Джапарідзе, Ісидор Рамішвілі; стоять: Вано Гомартелі, Симон Церетелі

Йосип (Осіко) Олександрович Бараташвілі (груз. იოსებ (ოსიკო) ალექსანდრეს ძე ბარათაშვილი, рос. Иосиф Александрович Баратов; 1874–1937) — грузинський юрист, публіцист, політичний і громадський діяч, один з лідерів грузинських соціал-федералістів.

## Біографія
Народився 1874 року у селі Борбалі у Квемо-Картлі. Походив із старовинного грузинського роду. Успадкував титул князя. У 1895 році закінчив Тифліську гімназію для хлопчиків, а в 1900 році — юридичний факультет Петербурзького університету і в тому ж році повернувся на батьківщину. З 1905 року займався адвокатською діяльністю. Був захисником політичних справ (наприклад, справа Арсена Георгіашвілі, 1917 року). У 1901 був одним із засновників Грузинської соціал-федералістичної партії, за час існування партії входив до її головного комітету. У 1906 році був обраний депутатом І Державної Думи. Член Комісії з виконання державного розпису доходів та витрат. У ході дебатів у Думі виступив близько 10 разів. Повністю поділяючи ідею грузинських федералістів і лідера партії Арчила Джорджадзе про політико-територіальну автономію Грузії, він порушив це питання перед Держдумою. Тим часом він вийшов з вимогою скасувати смертну кару.
10 липня 1906 року у Виборзі підписав «Виборзьке звернення» і за це засуджений до 3-місячного ув'язнення та позбавлений виборчих прав.
Бараташвілі брав активну участь у культурному, освітньому та громадському житті Грузії: був членом Товариства пропаганди грамотності серед грузин та заступником голови правління Грузинської драматичного товариства (Акакій Церетелі). У той же час його публіцистичні листи постійно публікувалися в грузинській періодичній пресі («Іверія», «Народна справа» та ін.). Водночас з 1901 по 1917 рік був видатним діячем національно-визвольного руху Грузії. Приклав багато зусиль в боротьбі за відновлення автокефалії Грузинської православної церкви в 1917 році. У той же час він був членом «Товариства засновників Тбіліського університету», за активної підтримки якого в 1918 році був заснований Тбіліський державний університет.
З 1917 по 1918 роки Бараташвілі був членом Грузинської національної ради. 26 травня 1918 року на позачерговому з'їзді Національної Ради Грузії, він підписав Акт про відновлення державної незалежності Грузії. У 1918 році виконував обов'язки міністра юстиції Грузинської Демократичної Республіки. З 1919 по 1921 був депутатом Установчих зборів. Після окупації та фактичної анексії незалежної Грузії більшовицькою Росією (лютий — березень 1921 р.) Бараташвілі був активним учасником нелегальної організації правих федералістів і брав участь у національно-визвольному русі до поразки національно-антибільшовицького повстання в серпні 1924 р. У 1923 році заарештований ВНК. З 1922 по 1937 він був адвокатом і членом Ради Захисників Грузії. У 1923 році на суді захищав католикоса-патріарха всієї Грузії Амвросія (Хелая). У 1937 році знову заарештований і того ж року розстріляний за указом «Головного комітету» Грузинської РСР. Реабілітований у 1956 році.